# Alistair Casey

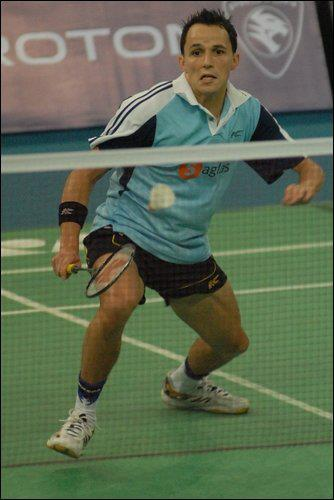
Alistair Casey 2007

Alistair Casey (* 23. Februar 1981 in Glasgow) ist ein schottischer Badmintonspieler.

## Karriere
Alistair Casey wurde 2008 bei den New Zealand Open Dritter im Herreneinzel. Im gleichen Jahr siegte er doppelt bei den Mongolia International. Dort gewann er die Herreneinzelkonkurrenz und die Herrendoppelwertung gemeinsam mit Clemens Michael Smola. Bei seinen Weltmeisterschaftsteilnahmen war er jedoch weniger erfolgreich. Bei allen seinen Starts 2007, 2009 und 2010 schied er in der ersten Runde aus.

## Sportliche Erfolge
| Saison | Veranstaltung              | Disziplin    | Platz | Name                                   |
| ------ | -------------------------- | ------------ | ----- | -------------------------------------- |
| 2008   | Samoa International        | Herreneinzel | 1     | Alistair Casey                         |
| 2008   | New Zealand Open           | Herreneinzel | 3     | Alistair Casey                         |
| 2008   | Mongolia International     | Herreneinzel | 1     | Alistair Casey                         |
| 2008   | Mongolia International     | Herrendoppel | 1     | Alistair Casey / Clemens Michael Smola |
| 2010   | Tahiti International       | Herreneinzel | 1     | Alistair Casey                         |
| 2011   | Mexico International       | Herreneinzel | 2     | Alistair Casey                         |
| 2012   | Botswana International     | Herreneinzel | 1     | Alistair Casey                         |
| 2012   | South Africa International | Herreneinzel | 1     | Alistair Casey                         |